# 新特急

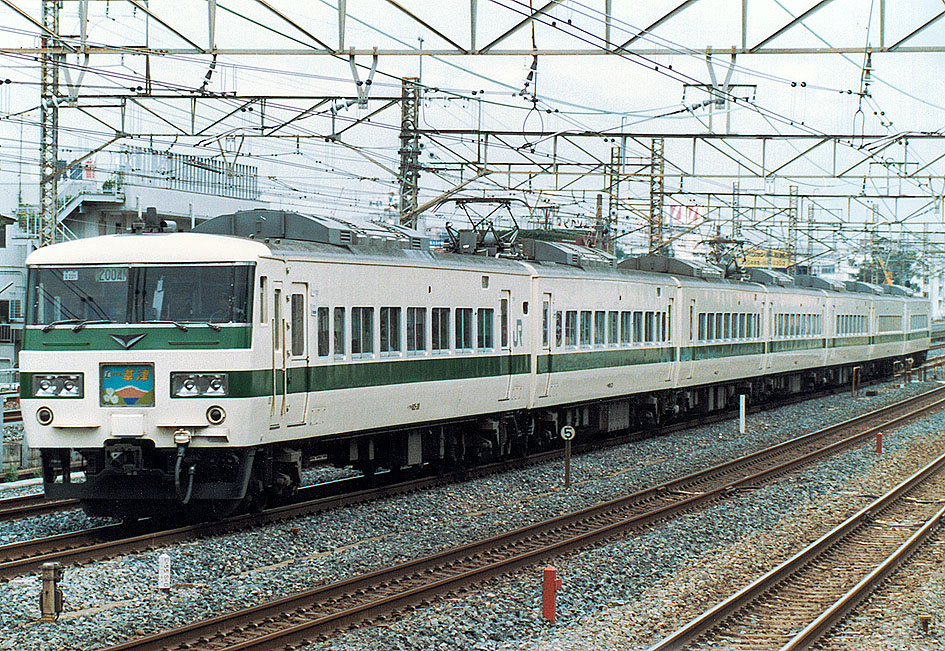
新特急草津

新特急（しんとっきゅう）とは、日本国有鉄道（国鉄）が運転を始めた特急列車（L特急）のうち、上野駅を始発・終着とする東北本線・高崎線を中心とした線区で、1985年3月14日ダイヤ改正以前より運転されていた急行列車を格上げする形で185系電車を用いた列車を指していた呼称。2002年以降「新特急」の呼び名は使用されなくなった。書籍によっては列車種別として扱われることもあるが、正式には「新特急○○」のような列車愛称の一部であり、列車種別ではない。市販の時刻表でも、特急「新特急○○」のように列車愛称の一部として表記されていた。

## 概要
「新特急」はそれ以前の特急列車とは異なり、自由席主体の編成であり(従来の特急は指定席主体の編成であった)、定期券所持客も特急券を別途購入することにより利用することが可能になった。また、50km以内の特急料金についても自由席については当時の急行券と同額として、東北・上越新幹線との差別化を図った。
これは新特急が、急行列車の特急への格上げというより、ダイヤ上は従来の急行と同格の列車に特急形車両を充当しただけのものという位置づけの種別であったことに加え、新特急に運用される185系電車が従来の165系電車をはじめとする急行形車両の内装をボックスシートから転換クロスシートに変えた程度であり、新型車両とはいえ従来ならば急行料金が適用可能と考えられていた。しかし、1981年より伊豆方面の特急「踊り子」に185系を運用していたこともあり、急行列車として存続させることができず、特急料金の適用となることによる実質的な値上げを緩和するために講じられた措置でもある。また、沿線自治体から「特急を停車させて欲しい」との要望が多かったため、これに応える存在という意味合いもあり、実際停車駅数も従来の急行並みかそれ以上であった。

## 愛称廃止までの経過
東北本線で運行されていた「新特急なすの」については、当時停車駅が類似した快速「ラビット」との差別化が図れず利用客が伸び悩み、のちに、通勤特急的な性格を持つ朝晩の1往復を残して快速「ラビット」に格下げされた。1995年12月には東北新幹線「なすの」運行開始により、在来線の「新特急なすの」は「新特急おはようとちぎ」・「新特急ホームタウンとちぎ」に名称が変更された。
1997年に北陸新幹線高崎駅 - 長野駅間が先行開業した際には高崎線を経由していたL特急「あさま」・「白山」が廃止されたことから、同線を経由する昼行定期特急列車は「新特急草津」・「新特急水上」・「新特急あかぎ」のみとなった。
2002年12月のダイヤ改正時に新特急の呼称は廃止された。

## 列車名
宇都宮線（東北本線）方面
「新特急なすの」（上野駅・新宿駅 - 宇都宮駅・黒磯駅間）→「新特急おはようとちぎ」・「新特急ホームタウンとちぎ」（新宿駅 - 宇都宮駅・黒磯駅間）
高崎線・上越線方面
「新特急草津」（上野駅 - 万座・鹿沢口駅間）
「新特急谷川」→「新特急水上」（上野駅 - 水上駅間）
「新特急あかぎ」（上野駅 - 前橋駅・渋川駅間）
「新特急ウイークエンドあかぎ」（新宿駅・上野駅 - 前橋駅間）
「新特急ホームタウン高崎」（新宿駅・上野駅 - 高崎駅間）

## 使用車両
- 185系電車 - 「新特急ホームタウン高崎」の一部に田町電車区（現・田町車両センター）配置の0番台10両編成が運用されたことがあったが、その他の列車は当時の新前橋電車区（現・高崎車両センター）および田町電車区に配置されていた200番台が充当された。